# Mount Paterson (Südgeorgien)
Mount Paterson ist ein 2195 m hoher Berg im Südosten Südgeorgiens. In der Salvesen Range ragt er 3 km nordnordwestlich des Mount Carse auf.
Der South Georgia Survey kartierte ihn im Rahmen seiner von 1951 bis 1957 dauernden Vermessungskampagne Südgeorgiens. Namensgeber ist der britische Glaziologe William Stanley Bryce Paterson (1924–2013), der von 1955 bis 1956 an dieser Kampagne beteiligt war.